# 印度沙鼠
印度沙鼠（學名Tatera indica）是鼠科中的一個物種，也是大裸蹠沙鼠屬(Tatera)中的唯一物種。發現於阿富汗、印度、伊朗、伊拉克、科威特、尼泊爾、巴基斯坦、斯里蘭卡與敘利亞。
Gerbilliscus屬曾經被歸類在大裸蹠沙鼠屬。
种名indica意为印度的。